# Huan huan ai
Huan huan ai (caratteri cinesi: 換換愛; titolo internazionale Why Why Love) è una serie televisiva taiwanese andata in onda nel 2007 sulla GTV e sulla CTS. I protagonisti sono Rainie Yang, Mike He e Kingone Wang. A causa del fatto che i tre avevano già recitato insieme nel drama della China Television del 2005 E mo zai shen bian, si pensava all'inizio che Why Why Love fosse il suo sequel. Tuttavia, tale drama ha una trama completamente distinta. Il titolo originale avrebbe dovuto essere Exchange Love.

## Cast
- Rainie Yang: Tong Jia Di (Stephanie)
- Mike He: Huo Da (Joshua)
- Kingone Wang: Huo Yan (Josef)
- Chen Yan Xi: Xiao Nan
- Judy Qiu: Yang Yan Shu
- Chen Yan Xi: Jiang Xiao Nan
- Wang Dao: Huo Zhen Hao
- Ge Wei Ru: Liao Cai Juan
- Jin Yu Lan: Qin Yu Hua
- Sun Qin Yue: Tong Jia Hui
- Ye Min Zhi: Tong Bao San
- Xu Shi Hao: Wu Bo Zi
- Eric Tu: Sai Lang
- Carolyn Chen: capogruppo
- Fu Pei Ci: cugin di Tong Jia Di
- Xiang Bo Tao: Huo Yan da bambino
- Xu Qiong Yun: Yang Yan Shu da bambina

Nelle Filippine, i nomi dei personaggi sono stati cambiati come segue:
- Rainie Yang: Stephanie Tong
- Mike He: Joshua Huo
- Kingone Wang: Joseph Huo
- Chen Yan Xin: Joanna Jiang
- Judy Qiu: Bianca Yan

### Trama
Tong Jia Di (Rainie Yang) è una studentessa del college, la cui famiglia lotta per pagare dei debiti sin dalla morte del padre della ragazza. La migliore amica di Jia Di, Xiao Nan (Chen Yen-xi), vuole che lei si innamori e tenta di tirarla su di morale. Durante la festa di carnevale Xiao Nan porta avanti il suo piano, che consiste nel vendere bigliettini di scambio sui quali lei stessa ha scritto qualcosa. Durante la festa, Jia Di incontra i due figli del proprietario di una grande compagnia, Huo Yan (Kingone Wang) e Huo Da (Mike He), che comprano i bigliettini di scambio da Jia Di.
Per il suo ventesimo compleanno, Xiao Nan desidera che Jia Di chieda al decimo ragazzo che vede passare per strada il numero di telefono. Huo Da e Huo Yan, nel frattempo, avevano fatto una scommessa e fanno un incidente con le moto, finendo chi con un braccio rotto (Huo Yan), chi con una gamba fratturata (Huo Da).
Come risultato, il trio si incontra ancora. Durante l'incontro, Jia Di chiede a Huo Yan il suo numero di telefono. Tuttavia, Huo Yan fraintende le intenzioni di Jia Di, in quanto a scuola girava voce che il suo numero di telefono fosse stato usato per un sito internet non serio.
L'avversione di Huo Da verso Jia Di sparisce presto, dopo che Jia Di porta a termine il ruolo di "angelo-padrone" che le era stato assegnato nel bigliettino comprato da Huo Da e scritto da Xiao Nan a carnevale. Huo Da si accorge presto di essersi innamorato di Jia Di. Alla fine, sia Huo Da che Huo Yan si innamorano di Jia Di, e tentano di conquistarla con vari metodi. Il drama descrive le battaglie dei due fratelli per vincere il cuore della ragazza.
Più tardi, a Huo Da viene diagnosticata la Malattia di Wilson in stadio terminale. Egli sceglie di non rivelare a nessuno la sua malattia, eccetto a Yan Shu. Tuttavia, Jia Di viene a scoprire l'accaduto e tenta di incoraggiare Huo Da a vivere per il suo amore.
Nel frattempo, Huo Yan cerca tutti i possibili modi per curare la malattia di suo fratello minore. Viene a scoprire che egli ha bisogno di un trapianto di fegato, e lui è l'unico possibile donatore. Huo Yan acconsente a sottoporsi all'intervento, nonostante abbia dei problemi cardiaci. I telespettatori, a questo punto, sono portati a pensare che l'intervento è finito male per Huo Da; tuttavia, viene presto rivelato che entrambi i fratelli sopravvivono. Huo Da e Jia Di continuano ad avere una relazione.

## Informazioni sui personaggi
Tong Jia Di (Rainie Yang)

È una ragazza lavoratrice che proviene da una famiglia povera. È la sorella maggiore, e la sua famiglia è formata dalla madre Liao Cai Juan e dal fratello minore Tong Jia Hui. Suo padre è morto quando lei era ancora piccola. La ragazza e sua madre si procurano da vivere vendendo verdura per strada; Jia Di farebbe di tutto pur di ottenere i soldi che servirebbero alla famiglia per saldare i debiti accumulati. La ragazza ha anche uno zio aduso negli investimenti fallimentari, che accumula ancora più debiti in famiglia, gravando ancora di più sulla sua situazione economica. Jia Di è talmente devota alla famiglia ed al lavoro che si rifiuta di cedere alle lusinghe dell'amore, ed ha grandi speranze di poter evitare in questo modo diverse delusioni. La migliore amica di Jia Di è Jiang Xiao Nan, che lavora part-time con lei nell'emporio della famiglia Huo. Jia Di ha diversi lavori part-time, tra i quali uno in una stazione di servizio.
Huo Da (Mike He)

Ragazzo ribelle e secondo erede della Compagnia Huo, Huo Da è anche soprannominato "Diavolo" a causa della sua reputazione di bulletto e del suo atteggiamento da duro. Huo Da ama Yan Shu, ma lei ama Huo Yan, il fratello maggiore del ragazzo. Jia Di porta a termine il suo servizio di "angelo-padrone" come scritto sul coupon da lei venduto al ragazzo; egli si diverte a prenderla in giro e a fare il prepotente con lei, ma a causa del cuore puro e gentile della ragazza inizia lentamente ad innamorarsi di lei. Riesce infine a conquistare il cuore di Jia Di, ma scopre di avere la Malattia di Wilson. È riluttante a rivelare la cattiva notizia a Jia Di, in quanto non vuole che lei si senta sola dopo la sua morte.
Huo Yan (Kingone Wang)

È il Direttore Generale della compagnia del padre, e fratello maggiore di Huo Da. Egli è l'esatto opposto di Huo Da, qualsiasi cosa faccia gli riesce bene. All'inizio Huo Yan e Jia Di sviluppano un interesse l'uno per l'altra, e spesso parlano e si aiutano tra di loro. Tuttavia, quando Huo Yan si rende conto che Jia Di sviluppa de sentimenti più forti per Huo Da, decide di lasciar perdere la sfida con il fratello e perde di proposito una gara in motocicletta per amore di Jia Di. Huo Yan non ha dei bei ricordi d'infanzia, in quanto sua madre l'ha venduto alla famiglia Huo perché non era capace di curare le sue malattie cardiache. Per anni, facendo parte della famiglia Huo, Huo Yan ha odiato sua madre, ma quando scopre che lei sta per morire chiarisce con lei i malintesi.